# Finale de la Coupe du monde de football 1990
La finale de la Coupe du monde de football 1990 est le match de football concluant la 14e Coupe du monde, organisée en Italie. Elle a lieu le 8 juillet 1990 au Stade olympique, à Rome, à vingt heures, heure locale. L'Allemagne de l'Ouest s'impose face à l'Argentine par un but à zéro. Ce troisième titre mondial arrive quelques mois seulement avant la réunification allemande en octobre 1990. 
C'est la première fois dans l'histoire de la compétition qu'une finale accouche d'un score avec moins de trois buts marqués, que le vainqueur ne marque pas au moins deux buts et que le vaincu ne marque pas le moindre but. C'est aussi la première finale dans laquelle un joueur est expulsé : Pedró Monzon (entré à la mi-temps), suivi un peu plus tard par son coéquipier Gustavo Dezotti.

## Le parcours des deux finalistes

### Allemagne de l'Ouest

#### Premier tour (groupe D)
| 10 juin 1990                     | Allemagne de l'Ouest                           | 4 - 1 | Yougoslavie | Stade Giuseppe Meazza, Milan                     |                                                  |
| 21 h · Historique des rencontres | Matthäus 28e, 65e · Klinsmann 39e · Völler 71e |       | Jozić 55e   | Spectateurs : 74 765 Arbitrage : Peter Mikkelsen | Spectateurs : 74 765 Arbitrage : Peter Mikkelsen |
| 21 h · Historique des rencontres | Rapport                                        |       |             | Spectateurs : 74 765 Arbitrage : Peter Mikkelsen | Spectateurs : 74 765 Arbitrage : Peter Mikkelsen |

| 15 juin 1990                     | Allemagne de l'Ouest                                      | 5 - 1 | Émirats arabes unis | Stade Giuseppe Meazza, Milan                   |                                                |
| 21 h · Historique des rencontres | Völler 35e, 75e · Klinsmann 36e · Matthäus 47e · Bein 59e |       | Ismaïl 46e          | Spectateurs : 71 169 Arbitrage : Alexey Spirin | Spectateurs : 71 169 Arbitrage : Alexey Spirin |
| 21 h · Historique des rencontres | Rapport                                                   |       |                     | Spectateurs : 71 169 Arbitrage : Alexey Spirin | Spectateurs : 71 169 Arbitrage : Alexey Spirin |

| 19 juin 1990                     | Allemagne de l'Ouest | 1 - 1 | Colombie   | Stade Giuseppe Meazza, Milan                 |                                              |
| 17 h · Historique des rencontres | Littbarski 89e       |       | Rincón 90e | Spectateurs : 72 510 Arbitrage : Alan Snoddy | Spectateurs : 72 510 Arbitrage : Alan Snoddy |
| 17 h · Historique des rencontres | Rapport              |       |            | Spectateurs : 72 510 Arbitrage : Alan Snoddy | Spectateurs : 72 510 Arbitrage : Alan Snoddy |

| Classement final |                      |     |   |   |   |   |    |    |      |
|                  | Équipe               | Pts | J | G | N | P | BP | BC | Diff |
| 1                | Allemagne de l'Ouest | 5   | 3 | 2 | 1 | 0 | 10 | 3  | +7   |
| 2                | Yougoslavie          | 4   | 3 | 2 | 0 | 1 | 6  | 5  | +1   |
| 3                | Colombie             | 3   | 3 | 1 | 1 | 1 | 3  | 2  | +1   |
| 4                | Émirats arabes unis  | 0   | 3 | 0 | 0 | 3 | 2  | 11 | -9   |

| 9 juin  | Colombie             | 2 | 0 | Émirats arabes unis  |
| 10 juin | Allemagne de l'Ouest | 4 | 1 | Yougoslavie          |
| 14 juin | Yougoslavie          | 1 | 0 | Colombie             |
| 15 juin | Émirats arabes unis  | 1 | 5 | Allemagne de l'Ouest |
| 19 juin | Allemagne de l'Ouest | 1 | 1 | Colombie             |
| 19 juin | Yougoslavie          | 4 | 1 | Émirats arabes unis  |

#### Huitième de finale
| 24 juin 1990                     | Allemagne de l'Ouest       | 2 - 1 | Pays-Bas             | Stade Giuseppe Meazza, Milan                         |                                                      |
| 21 h · Historique des rencontres | Klinsmann 51e · Brehme 82e |       | R. Koeman 89e (pen.) | Spectateurs : 74 559 Arbitrage : Juan Carlos Loustau | Spectateurs : 74 559 Arbitrage : Juan Carlos Loustau |
| 21 h · Historique des rencontres | Rapport                    |       |                      | Spectateurs : 74 559 Arbitrage : Juan Carlos Loustau | Spectateurs : 74 559 Arbitrage : Juan Carlos Loustau |

#### Quart de finale
| 1er juillet 1990                 | Allemagne de l'Ouest | 1 - 0 | Tchécoslovaquie | Stade Giuseppe Meazza, Milan                 |                                              |
| 17 h · Historique des rencontres | Matthäus 25e (pen.)  |       |                 | Spectateurs : 73 347 Arbitrage : Helmut Kohl | Spectateurs : 73 347 Arbitrage : Helmut Kohl |
| 17 h · Historique des rencontres | Rapport              |       |                 | Spectateurs : 73 347 Arbitrage : Helmut Kohl | Spectateurs : 73 347 Arbitrage : Helmut Kohl |

#### Demi-finale
| 4 juillet 1990                   | Allemagne de l'Ouest              | 1 - 1 a. p.       | Angleterre                                    | Stadio delle Alpi, Turin                             |                                                      |
| 20 h · Historique des rencontres | Brehme 60e                        |                   | Lineker 80e                                   | Spectateurs : 62 628 Arbitrage : José Roberto Wright | Spectateurs : 62 628 Arbitrage : José Roberto Wright |
| 20 h · Historique des rencontres | Rapport                           |                   |                                               | Spectateurs : 62 628 Arbitrage : José Roberto Wright | Spectateurs : 62 628 Arbitrage : José Roberto Wright |
| 20 h · Historique des rencontres | Brehme · Matthäus · Riedle · Thon | Tirs au but 4 - 3 | Lineker · Beardsley · Platt · Pearce · Waddle | Spectateurs : 62 628 Arbitrage : José Roberto Wright | Spectateurs : 62 628 Arbitrage : José Roberto Wright |

### Argentine

#### Premier tour (groupe B)
| 8 juin 1990 Match d'ouverture | Argentine | 0 - 1 | Cameroun       | Stade Giuseppe Meazza, Milan                    |                                                 |
| 18 h                          |           |       | Omam-Biyik 67e | Spectateurs : 73 780 Arbitrage : Michel Vautrot | Spectateurs : 73 780 Arbitrage : Michel Vautrot |
| 18 h                          | Rapport   |       |                | Spectateurs : 73 780 Arbitrage : Michel Vautrot | Spectateurs : 73 780 Arbitrage : Michel Vautrot |

| 13 juin 1990                     | Argentine                    | 2 - 0 | Union soviétique | Stadio San Paolo, Naples                          |                                                   |
| 21 h · Historique des rencontres | Troglio 27e · Burruchaga 79e |       |                  | Spectateurs : 55 759 Arbitrage : Erik Fredriksson | Spectateurs : 55 759 Arbitrage : Erik Fredriksson |
| 21 h · Historique des rencontres | Rapport                      |       |                  | Spectateurs : 55 759 Arbitrage : Erik Fredriksson | Spectateurs : 55 759 Arbitrage : Erik Fredriksson |

| 18 juin 1990 | Argentine  | 1 - 1 | Roumanie   | Stadio San Paolo, Naples                              |                                                       |
| 21 h         | Monzón 63e |       | Balint 68e | Spectateurs : 52 733 Arbitrage : Carlos Silva Valente | Spectateurs : 52 733 Arbitrage : Carlos Silva Valente |
| 21 h         | Rapport    |       |            | Spectateurs : 52 733 Arbitrage : Carlos Silva Valente | Spectateurs : 52 733 Arbitrage : Carlos Silva Valente |

| Classement final |                  |     |   |   |   |   |    |    |      |
|                  | Équipe           | Pts | J | G | N | P | BP | BC | Diff |
| 1                | Cameroun         | 4   | 3 | 2 | 0 | 1 | 3  | 5  | -2   |
| 2                | Roumanie         | 3   | 3 | 1 | 1 | 1 | 4  | 3  | +1   |
| 3                | Argentine        | 3   | 3 | 1 | 1 | 1 | 3  | 2  | +1   |
| 4                | Union soviétique | 2   | 3 | 1 | 0 | 2 | 4  | 4  | 0    |

| 8 juin  | Cameroun         | 1 | 0 | Argentine        |
| 9 juin  | Roumanie         | 2 | 0 | Union soviétique |
| 13 juin | Argentine        | 2 | 0 | Union soviétique |
| 14 juin | Roumanie         | 1 | 2 | Cameroun         |
| 18 juin | Argentine        | 1 | 1 | Roumanie         |
| 18 juin | Union soviétique | 4 | 0 | Cameroun         |

#### Huitième de finale
| 24 juin 1990                     | Brésil  | 0 - 1 | Argentine    | Stadio delle Alpi, Turin                      |                                               |
| 17 h · Historique des rencontres |         |       | Caniggia 80e | Spectateurs : 61 381 Arbitrage : Joël Quiniou | Spectateurs : 61 381 Arbitrage : Joël Quiniou |
| 17 h · Historique des rencontres | Rapport |       |              | Spectateurs : 61 381 Arbitrage : Joël Quiniou | Spectateurs : 61 381 Arbitrage : Joël Quiniou |

#### Quart de finale
| 30 juin 1990                     | Argentine                                              | 0 - 0 a. p.       | Yougoslavie                                               | Stadio Artemio Franchi, Florence                    |                                                     |
| 17 h · Historique des rencontres |                                                        |                   |                                                           | Spectateurs : 38 971 Arbitrage : Kurt Röthlisberger | Spectateurs : 38 971 Arbitrage : Kurt Röthlisberger |
| 17 h · Historique des rencontres | Rapport                                                |                   |                                                           | Spectateurs : 38 971 Arbitrage : Kurt Röthlisberger | Spectateurs : 38 971 Arbitrage : Kurt Röthlisberger |
| 17 h · Historique des rencontres | Serrizuela · Burruchaga · Maradona · Troglio · Dezotti | Tirs au but 3 - 2 | Stojković · Prosinečki · Savićević · Brnović · Hadžibegić | Spectateurs : 38 971 Arbitrage : Kurt Röthlisberger | Spectateurs : 38 971 Arbitrage : Kurt Röthlisberger |

#### Demi-finale
| 3 juillet 1990                   | Argentine                                          | 1 - 1 a. p.       | Italie                                            | Stadio San Paolo, Naples                        |                                                 |
| 20 h · Historique des rencontres | Caniggia 67e                                       |                   | Schillaci 17e                                     | Spectateurs : 59 978 Arbitrage : Michel Vautrot | Spectateurs : 59 978 Arbitrage : Michel Vautrot |
| 20 h · Historique des rencontres | Rapport                                            |                   |                                                   | Spectateurs : 59 978 Arbitrage : Michel Vautrot | Spectateurs : 59 978 Arbitrage : Michel Vautrot |
| 20 h · Historique des rencontres | Serrizuela · Burruchaga · Olarticoechea · Maradona | Tirs au but 4 - 3 | Baresi · Baggio · De Agostini · Donadoni · Serena | Spectateurs : 59 978 Arbitrage : Michel Vautrot | Spectateurs : 59 978 Arbitrage : Michel Vautrot |

## Résumé
Le match le plus important du tournoi oppose une nouvelle fois l'Allemagne à l'Argentine et livre une finale bien moins flamboyante que la précédente au Mexique en 1986, assurément la moins spectaculaire jusqu'alors dans l'histoire. La Mannschaft part pourtant grande favorite face à l'Albiceleste en totale réussite jusque-là malgré son jeu décevant, et néanmoins défensivement efficace (« lucky loser » du premier tour qualifiée en tant que « meilleur troisième », deux fois consécutivement qualifiée aux tirs au but en quart et en demi finale), d'autant plus que l'Argentine est privée de quatre de ses titulaires dont Caniggia. Les Allemands, qui ont raté leurs deux finales précédentes en 1982 et 1986, sont sous pression et manquent de tranchant en attaque, ce qui fait les affaires des Argentins en confiance, parfaitement organisés, préparés à défendre et qui n'ont manifestement qu'une idée en tête : tenir le score nul et contrer, la perspective de la prolongation et des tirs au but leur convenant parfaitement (à la différence des Allemands). Pour la deuxième fois dans l'histoire en effet, la finale n'est pas à rejouer en cas d'égalité après prolongation, ce qui rajoute un brin de la tension supplémentaire. En seconde période les joueurs de la RFA se procurent trois occasions franches, et auraient pu bénéficier d'un penalty juste avant l'heure de jeu, à la suite d'une intervention douteuse de Goycochea sur Augenthaler. La domination allemande commence à peser, les joueurs argentins multiplient les fautes et sont à la limite de la rupture. Le onze argentin se trouve d'abord réduit à dix après l'exclusion de Monzon pour un tacle dangereux sur Klinsmann. Puis à neuf minutes de la fin du temps règlementaire, c'est au tour de Sensini de commettre la faute fatale (mais peu évidente) dans la surface en déséquilibrant Rudi Voeller. La contestation argentine ne changera rien à la décision de l'arbitre de désigner le point penalty. Andreas Brehme marque sans trembler et donne un avantage mérité aux Allemands, enfin soulagés, l'issue de la finale ne faisant plus de doute. Réduite à neuf après une nouvelle expulsion (Dezzoti), l'Argentine n'a en effet pas les moyens de revenir dans la partie. L'Allemagne est sacrée championne du monde pour la troisième fois.

### Le penalty le plus important de la carrière d'Andreas Brehme
Plus tard Andreas Brehme racontera que dans l'équipe trois joueurs dont lui, étaient les tireurs de penalty, les deux autres protagonistes étant Lothar Matthaus et Rudi Völler[réf. nécessaire]. Le premier ne se sentait pas très bien à ce moment-là et Völler quant à lui avait subi la faute de son adversaire et n'était pas forcément dans les meilleures conditions psychologiques[réf. nécessaire]. Avant qu'il ne s'avance devant le gardien Sergio Goycochea et mette le ballon au point de penalty, Rudi Voeller lui aurait dit « Si tu marques nous sommes champions du monde »[réf. nécessaire]. Ces mots ont été une pression plus importante sur les épaules du joueur de l'inter Milan.
Brehme tire le ballon du pied droit alors qu'il était gaucher.

## Feuille de match
| 8 juillet 1990                           | Allemagne de l'Ouest | 1 - 0   | Argentine | Stadio Olimpico, Rome                              |                                                    |
| 20 h (UTC+2) · Historique des rencontres | Brehme 85e (pen.)    | (0 – 0) |           | Spectateurs : 73 603 Arbitrage : E. Codesal Méndez | Spectateurs : 73 603 Arbitrage : E. Codesal Méndez |
| 20 h (UTC+2) · Historique des rencontres | Rapport              |         |           | Spectateurs : 73 603 Arbitrage : E. Codesal Méndez | Spectateurs : 73 603 Arbitrage : E. Codesal Méndez |

| RFA | Argentine |

| RFA:              |    |                   |     |     |
|                   |    |                   |     |     |
| Gardien de but    | 01 | Bodo Illgner      |     |     |
|                   | 05 | Klaus Augenthaler |     |     |
|                   | 14 | Thomas Berthold   |     | 73e |
|                   | 04 | Jürgen Kohler     |     |     |
|                   | 06 | Guido Buchwald    |     |     |
|                   | 03 | Andreas Brehme    |     |     |
|                   | 08 | Thomas Häßler     |     |     |
|                   | 10 | Lothar Matthäus   |     |     |
|                   | 07 | Pierre Littbarski |     |     |
|                   | 18 | Jürgen Klinsmann  |     |     |
|                   | 09 | Rudi Völler       | 52e |     |
| Remplaçants :     |    |                   |     |     |
|                   | 02 | Stefan Reuter     |     | 73e |
| Sélectionneur :   |    |                   |     |     |
| Franz Beckenbauer |    |                   |     |     |

| ARGENTINE:      |    |                  |         |     |
|                 |    |                  |         |     |
| Gardien de but  | 12 | Sergio Goycochea |         |     |
|                 | 20 | Juan Simón       |         |     |
|                 | 18 | José Serrizuela  |         |     |
|                 | 19 | Oscar Ruggeri    |         | 46e |
|                 | 21 | Pedro Troglio    | 84e     |     |
|                 | 17 | Roberto Sensini  |         |     |
|                 | 07 | Jorge Burruchaga |         | 53e |
|                 | 04 | José Basualdo    |         |     |
|                 | 13 | Néstor Lorenzo   |         |     |
|                 | 10 | Diego Maradona   | 87e     |     |
|                 | 09 | Gustavo Dezotti  | 5e, 87e |     |
| Remplaçants :   |    |                  |         |     |
|                 | 15 | Pedro Monzón     | 65e     | 46e |
|                 | 06 | Gabriel Calderón |         | 53e |
| Sélectionneur : |    |                  |         |     |
| Carlos Bilardo  |    |                  |         |     |

| Assistants : Armando Pérez Hoyos Michał Listkiewicz |